# Ida Blue
Ida Blue är Caroline af Ugglas debutalbum från 1997 

## Låtlista
1. Irony
2. Think
3. Senior & Junior
4. Heaven & Earth
5. Lost Inside
6. Smile
7. Millennium
8. Is it too Late?
9. Introduction Song
10. Get a Life